# Química general

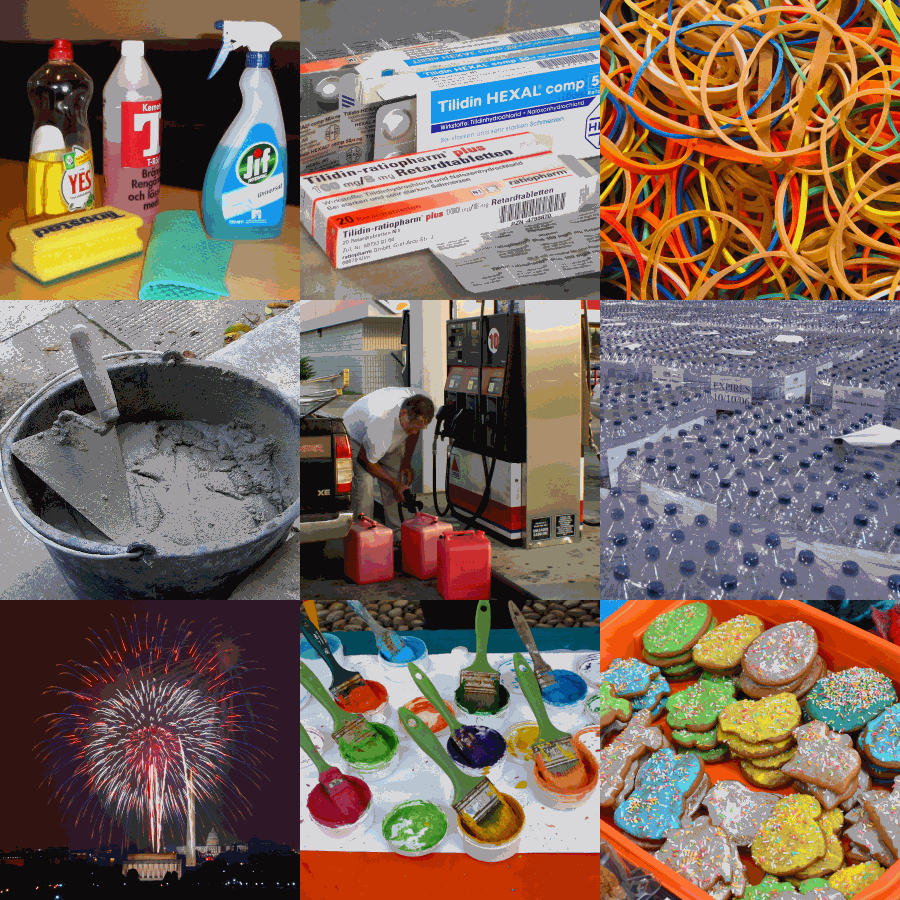
La química general se centra en las propiedades de las sustancias y en las leyes que se aplican en todos los subcampos de la química, incluido su uso cotidiano.

La química general es la rama de la química que estudia las leyes, los fundamentos y los principios básicos comunes a todas las ramas de esta ciencia. Su objetivo es servir como introducción a una amplia cantidad de conceptos en química. En el nivel universitario,  es también a veces utilizado como curso de "eliminación" para disciplinas (a veces relacionadas, a veces no), las cuales están percibidas para requerir un alto nivel de rigor intelectual o grandes cargas de cursos. Es uno de los pocos cursos de química en la mayoría de universidades que no intenta explorar una disciplina en particular, como la química orgánica o la química analítica.
Los cursos de química general típicamente introducen conceptos como estequiometría, predicción de productos de reacción, termodinámica, química nuclear, electroquímica, química cinética, y muchos de los rudimentos de la fisicoquímica. Aunque la lista de temas que cubre es amplia, lleva a algunos a criticar tanto a la clase como a la disciplina por alentar la memorización, la mayoría de los cursos de química general están firmemente basados en varias reglas físicas fundamentales para las cuales el desafío principal es comprender cuándo las reglas son aplicables.

## Conceptos enseñados
Los conceptos comúnmente enseñados en química general son los siguientes:
- Estequiometría
- Conservación de energía
- Conservación de masa
- Teoría atómica elemental
- Tabla periódica y periodicidad
- Ley de composición constante
- Leyes de los gases
- Química nuclear
- Solubilidad
- Reacciones químicas ácido-base
- Vinculación química
- Cinética química
- Termodinámica
- Electroquímica
- Equilibrio químico